# 北野富士
『北野富士』（きたのふじ）は、1996年4月5日（4日深夜）から1997年9月26日（25日深夜）まで放送されていたイーストとフジテレビ共同制作の深夜バラエティ番組である。

## 概要
『北野ファンクラブ』と同様にビートたけしと高田文夫が司会を務めた深夜番組であるが、当番組はたけし・高田の同世代にあたる「オヤジ」にスポットライトをあて、毎回一般公募で選ばれた3 - 4人の「オヤジ」たちがスタジオトークや討論会（朝まで生オヤジ）に人生相談、ゲーム（ベーゴマやメンコ）、体力測定やスポーツ（卓球、ボウリング、野球）、クイズ（オヤジタイムショック※出題は1回目は牧原俊幸、2回目は伊藤利尋が担当、オヤジ学力テスト、オヤジQ）、コント（遠山の金さん、燃えよドラゴン、ヒナヒナマン、オヤジ生態学など）、ロケでの体験取材などを展開、1年半の期間で75回放送された（第50回までは『ビートたけしのつくり方』の後期演出・編集スタッフが担当し、第51回から『北野ファンクラブ』と『ビートたけしのつくり方』の前期演出・編集スタッフへと入れ替わった）。
前番組『北野ファンクラブ』は毎回1本ずつ収録していたが、本番組は放送時間が半分の30分になった事と前番組の様な時事問題をトークネタに扱う機会も減ったため隔週2本撮り形式となり、以降『たけしのコマネチ大学数学科』の第82回目までは2本撮りで収録する形になった。
番組タイトルは第52代横綱「北の富士勝昭」と、たけしの苗字「北野」及び「フジテレビ」の「フジ」を掛け合わせている。
オープニングタイトルは北野武自らがデザイン画を描いた絵を紙芝居のように1枚ずつめくる映像
に、ローリング・ストーンズの『黒くぬれ!』がテーマ曲に使用されていた。
エンディングには「浅草キッド」や「たかをくくろうか」等たけしが過去に出した曲を斉藤ノブらミュージシャン達のバックバンドが演奏し、たけし自身が歌っていた。後期は番組から生まれたユニット「トビ木村と足手まといア〜ンドビートたけし」の『修善寺で別れた大宮の女』のPVがエンディングに流れていた。この曲の発売記念インストアライブを1997年3月に渋谷タワーレコードで番組公開収録と記者会見も同時に行い、その時の模様は第51回目と第52回目に放送された。
またたけしが北野武監督として撮った第7作目の映画「HANA-BI」でヴェネツィア国際映画祭でグランプリとなる金獅子賞を受賞した時期の、本番組最終回の1回前の第74回は高田文夫とのトークで受賞時前後のエピソードを30分放送枠のうち20分弱を使い紹介した。この受賞もあってフジテレビたけし深夜枠を1997年秋の改編期にリニューアルするに伴い次番組のタイトルが『世界の北野、足立区のたけし』と決定した（後に『足立区のたけし、世界の北野』とタイトル変更）。

## テーマ曲
オープニングテーマ
- ザ・ローリング・ストーンズ『黒くぬれ!』

エンディングテーマ
第42回までは毎回曲が変わっていた。
- ロンリーボーイ ロンリーガール
- ハードレインで愛はズブヌレ
- ポツンとひとりきり
- 東京子守唄
- 浅草キッド
- I MISS YOU
- ポケットから落ちた夜
- たかをくくろうか
- 少しずつ消えていけYESTERDAY
- 眠れない君が欲しい
- 修善寺で別れた大宮の女（第43回以降、毎週）

## ゲスト
- 前田忠明（第51回・CD発売の記者会見に来訪した際に、オヤジさんいらっしゃいに出演）
- 関口和之（第67回・湘南ロケの海辺でウクレレに挑戦の特別コーチで出演）
- トリオ・ロス・パンチョス（第70回・VTR出演のみ）
- ボサノバカサノバ（第59回・第72回はVTR出演）
- 遠藤光男（第63回）
- 門脇知子（第56回）
- 林家ペー（第57回・第60回 オヤジ写真部の特別顧問）
- 睦月影郎　ほか

## 主な出演者
- ビートたけし
- 高田文夫
- ガダルカナル・タカ
- ダンカン
- つまみ枝豆
- グレート義太夫 (「KITANO-FUJI SUPER BAND」にも加入している)
- 井手らっきょ (初期のコント「オヤジ生態学」と野球企画のみ)
- 太田浩介
- デビル・ガールズ
- その他たけし軍団若手 (雨空トッポライポ、谷体調、トカレフ林、北京ゲンジ ほか)
- 番組に出演したオヤジ (レギュラーメンバーとしては、ヒナ加藤[注 5]、トビ木村[注 6]、説教雑賀[注 7]、ブリーダー川島[注 8]、ちゃんこ山田[注 9]、バンマス高木、シルビア江口、卓球上村[注 10]など)
- 「KITANO-FUJI SUPER BAND」斉藤ノブ、青木智仁、島村英二、村石雅行、福原将宣 (From NOBUCAINE)、ファンキー佐藤、NARUMI (DNA)、ビクター小池

## 放送時間
どちらもフジテレビの時間帯とする（出典：）。
| 放送期間   | 放送期間   | 放送時間（日本時間）               | 備考      |
| ---------- | ---------- | ---------------------------------- | --------- |
| 1996.04.05 | 1997.03.28 | 金曜 0:20 - 0:50（30分、木曜深夜） |           |
| 1997.04.11 | 1997.09.26 | 金曜 0:30 - 1:00（30分、木曜深夜） | [ 注 11 ] |

## 放送局
- フジテレビ（制作局）
- 北海道文化放送：木曜 0:20 - 0:50（水曜深夜、1996年5月2日 - 1997年10月16日）[4]
- 岩手めんこいテレビ：金曜（木曜深夜）0:20 - 0:50[5]
- 仙台放送：木曜（水曜深夜）0:20 - 0:50[6]
- さくらんぼテレビ：金曜（木曜深夜）0:30 - 1:00（1997年4月開局時から）[7]
- 長野放送：金曜（木曜深夜）0:20 - 0:50[8]
- テレビ静岡：金曜（木曜深夜）0:20 - 0:50[9]
- テレビ新広島：金曜（木曜深夜）0:35 - 1:05[10]
- テレビ愛媛：土曜（金曜深夜）1:35 - 2:05[10]
- 高知さんさんテレビ：金曜（木曜深夜）0:30 - 1:00（1997年4月開局時から）[11]
- テレビ西日本：日曜（土曜深夜）1:15 - 1:45[12]
- テレビ宮崎：水曜（火曜深夜）0:45 - 1:15[13]
- 鹿児島テレビ：金曜（木曜深夜）0:20 - 0:50[12]

## スタッフ
- 企画：北野武 ／ 小川晋一（フジテレビ）、和田行（フジテレビ・第51回から）
- 構成：ダンカン、安達元一、竹内きよのり
- 技術：小山内義紀
- カメラ：早川征典、越野秀一（中期のみ）
- 照明：夏井茂之 → 永田泰二（ティエルシー）
- 音声：門田晃 → 丹野健治（次番組は丹野建治 表記）
- ＶＥ：吉永明久、荒井秀訓（中期のみ）
- ＶＴＲ：柴崎正一 → 伊沢和幸
- 音響効果 (第50回までは音効 表記)：有馬克己（ジャイロ）
- ＥＥＤ：石丸健一（RVC・初回〜中期）、大内一学（RVC・中期のみ）→ 井戸清（ヴィジュアルベイ・第51回から）
- ＭＡ：松元祐二（RVC・初回 - 第50回）→ 宇野雅史（ヴィジュアルベイ・第51回から）
- ＴＫ：伊藤裕子（初回 - 第50回）→ 今泉暢子（MEN'S・第51回から）
- タイトル画：北野武（オープニングで表記）
- 美術プロデューサー：丸山覚
- デザイン：坂根洋子
- 美術進行：大下英司（次番組は木下英司 表記）
- 装置 (前番組では大道具 表記)：青沼哲雄
- 衣装：高野知子
- 楽器：木本真弓（次番組は木元真弓 表記）
- 持道具：貞中照美
- メイク：アーツ
- 技術協力：東通、RVC（初回 - 第50回）、ヴィジュアルベイ（第51回から）、ジャイロ（現 スカイウォーカー）、ペック（ロケ技術）
- 美術協力：アックス
- 協力：オフィス北野、MEN'S（第51回から）
- 収録スタジオ：渋谷ビデオスタジオ
- 取材(撮影)協力：神宮外苑野球場、マホロバマインズ三浦、TOWER RECORDS渋谷店
- 音楽協力：小池秀彦（ビクターエンタテインメント）
- 広報：森隆志（フジテレビ・前期）→ 丸山修一（フジテレビ・中期）→ 中島良明（フジテレビ・後期）
- 演出補 (スタッフロール表記なし)：宇賀神裕子（イースト・第50回まで）→ 木村憲太郎（MEN'S・第51回から）
- プロデューサー：吉田宏[注 12]、梅本満
- 演出：西滝順二（初回 - 第50回）、笠原裕明（初回 - 第11回）、手塚公一（第4回 - 第50回）、中山高嘉[注 13]（第12回 - 第50回）→ つきざわけんじ（MEN'S・第51回から）
- 制作：フジテレビ、イースト